# Metopius fuscipennis
Metopius fuscipennis är en stekelart som beskrevs av Wesmael 1849. Metopius fuscipennis ingår i släktet Metopius och familjen brokparasitsteklar. Arten är reproducerande i Sverige. Inga underarter finns listade i Catalogue of Life.